# Brundibár
Brundibár ist eine Kinderoper in zwei Akten von Hans Krása (Komponist) und Adolf Hoffmeister (Librettist).

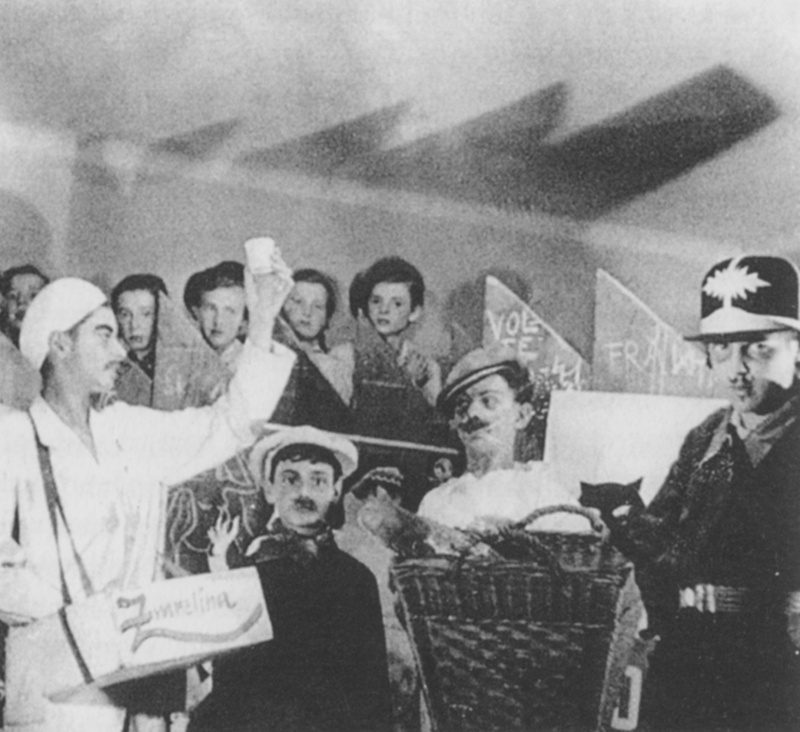
Inszenierung in Prag 1942/1943

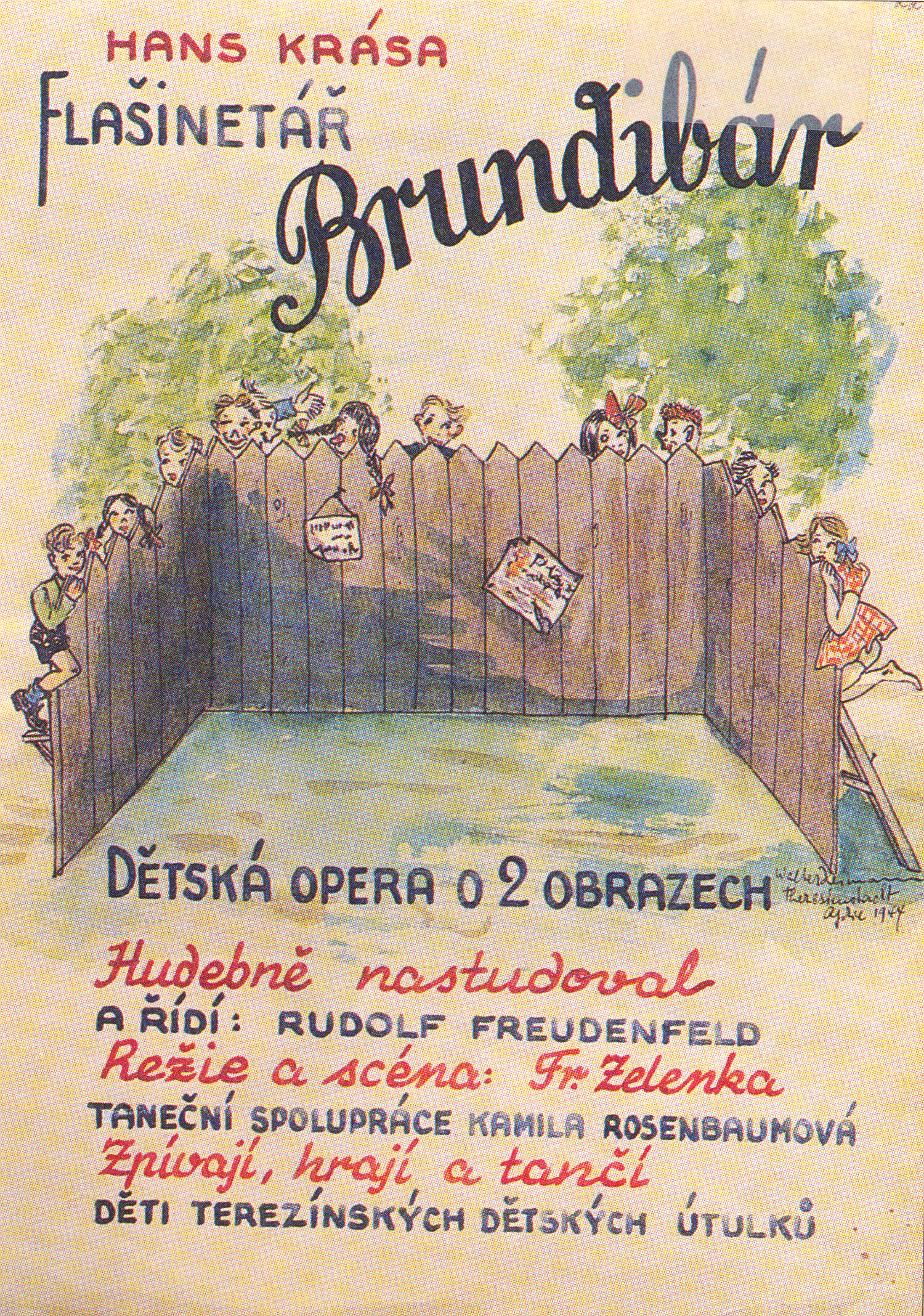
Plakat Walter Heimann (1943)

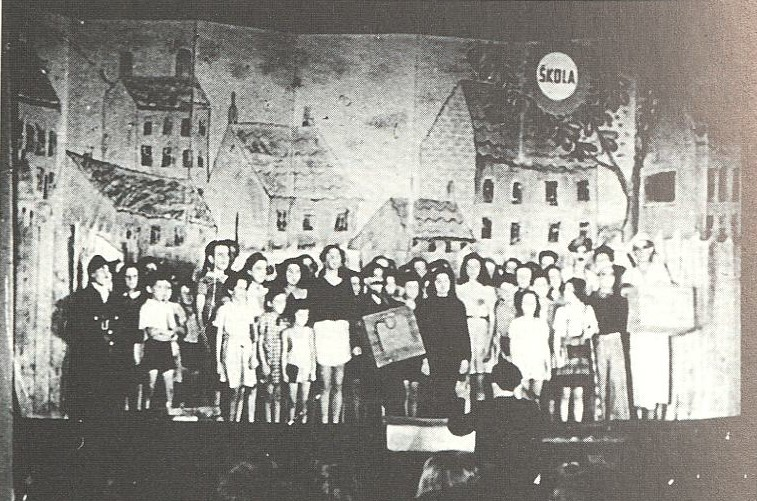
Foto aus dem Film Theresienstadt (1944)

## Entstehung
Die Kinderoper entstand für einen Wettbewerb, der vom tschechoslowakischen Ministerium für Schulwesen und Volksbildung im Jahr 1938 ausgeschrieben wurde. Das Werk wurde zwar für den Wettbewerb eingereicht, dieser fand jedoch aufgrund der Zerschlagung der Tschechoslowakei durch das nationalsozialistische Deutschland nicht mehr statt. Die für verloren gehaltene Partitur der „Prager“ Version wurde im Jahr 1972 überraschenderweise im Nachlass von Jaroslav Jindra, dem Hauptorganisator und ehemaligen Schriftführer und Archivar der "Gesellschaft für Musikerziehung Prag", die von 1934 bis 1951 existierte und in der Zwischenkriegszeit das anerkannte Zentrum der tschechoslowakischen Musikpädagogik war, gefunden und der Gedenkstätte Theresienstadt übergeben.
Im Juli 1941 wurde der 50. Geburtstag von Otto Freudenfeld (1891–1944), Direktor des Prager jüdischen Waisenhauses in der Belgická Straße, begangen, an dem verschiedene Künstler und Künstlerinnen, darunter der Dirigent Rafael Schächter (1905–1945), der Bühnenbildner und Architekt František Zelenka (1904–1944) und auch Hans Krása teilnahmen. Den Erinnerungen des Sohns des Waisenhausdirektors und Lehrers Rudolf Freudenfeld, nach dem Krieg Rudolf Franěk (1921–1983), nach, kam zur Sprache, dass Krása eine Kinderoper komponiert hatte. Rafael (Rafík) Schächter schlug vor, die Oper mit den Waisenkindern aufzuführen und begann unterstützt von Rudolf Freudenfeld mit den Proben. Im November 1941 setzte die Deportation der tschechischen Juden in das KZ Theresienstadt ein. Rafael Schächter kam mit einem der ersten Transporte an (Transport H, Nr. 128, 30. November 1941), Hans Krása im August 1942 (Transport Ba, Nr. 67, 10. August 1942). Auch alle Kinder wurden nach und nach ins KZ Theresienstadt deportiert; aus dem Waisenhaus wurde ein Lazarett für Alte und Transportunfähige. Als die letzte Prager Schule für jüdische Kinder in der Jáchymova Straße im Juli 1942 geschlossen wurde, beschäftigte man die älteren Kinder in verschiedenen Einrichtungen der jüdischen Kultusgemeinde und Rudolf Freudenfeld begann in der für Sport nun geschlossenen Sportstätte Hagibor mit neuen Proben. František Zelenka führte Regie und gestaltete einfache Kulissen mit Bildern der einzelnen Figuren und Öffnungen für den Kopf. An Instrumenten hatte man nur noch Klavier, Geige und Schlagzeug zur Verfügung. Die Bühne wurde im ehemaligen Speisesaal des Waisenhauses aufgebaut, denn das Gebäude blieb eine kulturelle Stätte, wenn auch alle Lese- und Theaterabende und sonstige Veranstaltungen nur im Geheimen stattfinden konnten und die Besucher oft über Nacht im Haus bleiben mussten. Im Speisesaal konnten maximal 150 Personen platziert werden, die, um keine Aufmerksamkeit zu erregen, nach und nach kommen und wieder gehen mussten. Es fanden nur zwei Vorstellungen statt, wahrscheinlich Ende 1942/Anfang 1943.
Es war Rudolf Freudenfeld, der einen Klavierauszug des Brundibár ins KZ Theresienstadt brachte, wo er im Juli 1943 ankam (Transport De, Nr. 492, 5. Juli 1943).
Hans Krása schrieb die Partitur nach diesem Klavierauszug erneut nieder. Auch fast alle Beteiligten der Uraufführung waren inzwischen dorthin verschleppt worden. Hier wurde die Oper erneut einstudiert und erstmals am 23. September 1943 aufgeführt – wieder mit Rudolf Freudenfeld (musikalische Leitung) und František Zelenka (Regie und Ausstattung). Das Bühnenbild bestand aus einem Bretterzaun, wie es das Poster von Zelenka für die Opernaufführungen in Theresienstadt zeigt. Die Choreographie stammte von Kamila Rosenbaumová. Ein wichtiges Zeugnis über die Uraufführung, aber auch über die anderthalb Monate andauernden Proben und die Generalprobe liefert die Kritik von Rudolf Laub (1929–1944) (journalistisches Kürzel -ini-) in der Theaterrubrik von Vedem!, einer literarischen Jugendzeitschrift, die in den Jahren 1942–1944 von einer im Theresienstädter Block L417 lebenden Burschengruppe im Alter zwischen 13 und 15 Jahren geschrieben, illustriert und herausgegeben wurde. Die Oper wurde 55 Mal gespielt und gab den teilnehmenden Kindern ein Stück Normalität und Lebensfreude. Das Ensemble bestand aus zehn Solisten und Solistinnen, die stets die gleichen blieben. Die vierzig Choristen und Choristinnen mussten häufig neu besetzt werden, da viele der Darsteller in Vernichtungslager deportiert wurden. Die Wienerin Greta Klingsberg spielte die Hauptrolle der Aninka und konnte so überleben. Ela Stein-Weissberger spielte in allen Aufführungen die Rolle der Katze. Darsteller des Pepíček war Emanuel Mühlstein (1929–1944), der spätere Schauspieler Zdeněk Ornest (1929–1990) spielte in beinahe allen Vorstellungen den Hund Azor; die Rolle des Brundibár hatte Hanuš Treichlinger (1929 –1944).
Der Propagandafilm Theresienstadt verwendete einen Ausschnitt aus der Oper, um zweifelnden Leuten vorzutäuschen, wie normal und glücklich die Deportierten lebten. Hans Krása und fast alle Ausführenden wurden kurz darauf in Auschwitz ermordet. Für die Dreharbeiten wurde das Bühnenbild, das aus einem einfachen Bretterzaun bestand, auf Befehl der Ghettoleitung mit Kulissen einer Stadt ergänzt, die František Zelenka und Gehilfen in nur einer Nacht schufen.

## Handlung
Pepíček und Aninka, zwei arme Geschwister, wollen ihrer kranken Mutter die vom Arzt verschriebene Milch besorgen, doch ohne Geld bekommen sie keine vom Milchmann. Sie beobachten den Leierkastenmann Brundibár, der für seine Musik Münzen erhält, und beschließen, ebenso mit Gesang etwas Geld zu verdienen. Doch niemand hört ihnen zu, und der über die Konkurrenz erzürnte Brundibár vertreibt sie sogar vom Marktplatz. Als die beiden Geschwister sich ratlos schlafen legen, erscheinen ein Spatz, eine Katze und ein Hund und bieten den Kindern, die allein gegen Brundibár zu schwach sind, ihre Hilfe an. Am nächsten Morgen trommeln die drei Tiere alle Kinder aus der Nachbarschaft zusammen. Gemeinsam wird Brundibár vom Marktplatz vertrieben. Als die Kinder nun erneut das Lieblingslied von Pepíček und Aninka singen, kommt genügend Geld für die Milch zusammen. Brundibár unternimmt einen Versuch, das Geld zu stehlen, hat jedoch gegen die Überzahl von Kindern und Tieren keine Chance. Das Finale der Oper besteht in einem triumphalen Marsch, der an das bedingungslose Zusammenhalten von Freunden appelliert.
Wenngleich der Inhalt der Oper auf den ersten Blick frei von Politik ist, betonen überlebende Mitwirkende aus Theresienstadt immer wieder, dass Brundibár, der fortgejagt wird, für sie Hitler darstellte, den sie so in der Oper durch ihr Zusammenhalten verjagen konnten. Insofern bekommt die Oper bei genauerer Betrachtung eine zweite, tiefere Ebene als die schlichte Geschichte der Kinder, die Milch für ihre Mutter brauchen.
Die Lösung des Konflikts der Kinder mit dem Drehorgelmann allein mit Mitteln der Gewalt erscheint in einer demokratischen Gesellschaft als pädagogisch zweifelhaft. Vor dem geschichtlichen Hintergrund von Krieg und Völkermord wird sie allerdings verständlich.

## Gestaltung
Die Oper enthält 14 Musiknummern und gesprochene Dialoge. Alle Partien sind Sprechrollen mit Gesang. In Theresienstadt wurden sie bis auf die Titelrolle sämtlich von Kindern dargestellt.
Die Instrumentalbesetzung der Prager Fassung bestand aus einer Flöte, zwei Klarinetten, einer Trompete, Schlagzeug, Klavier, zwei Violinen und einem Violoncello.
Die Theresienstädter Fassung benötigt eine Flöte (auch Piccolo), Klarinette, Trompete, Gitarre, große Trommel, kleine Trommel, Klavier, vier Violinen, Violoncello und Kontrabass. Außerdem spielt ein Akkordeon auf der Bühne.

## Brundibár nach dem Zweiten Weltkrieg
1965 entstand in den Studios „Kinderfilm Prag“ der Fernsehfilm Der vorletzte Akt von Jindřich Fairaizl, in dem Musik aus Brundibár zu hören war. In Theresienstadt und an anderen für die Oper bedeutenden Orten wurden Interviews mit dem Librettisten Adolf Hoffmeister, mit Rudolf Freudenfeld (Franěk) sowie einigen der überlebenden Mitwirkenden der Theresienstädter Aufführungen wie Zdeněk Ornest (1929–1990), Josef Bor, Otto Kelin und Norbert Frýd gedreht.
Die tschechische Germanistin, Mitbegründerin und jahrelange Vorsitzende des Instituts "Theresienstädter Initiative" Dagmar Lieblová, geb. Fantlová (1929–2018), gab zu dieser Aufführung im Jahr 2015 ein Interview: „Ich erinnere mich, dass eine Fernsehbearbeitung des Brundibárs bei uns irgendwann mal in den 60-Jahren gesendet wurde. Die Sendung hat Zdeněk Ornest moderiert, der in Theresienstadt den Part des Hundes gesungen hat. Ich weiß noch, dass in dieser Bearbeitung die einen nur gesungen, die anderen wiederum nur gespielt und getanzt haben. Es war der jetzige kambodschanische König, der in Prag Tanz studierte. Ich weiß nicht mehr, wie er heißt (es war Norodom Sihamoni). Er spielte und tanzte den Hund in Brundibár. Es sind schon einige Jahre her, dass er Prag besuchte. Sequenzen aus dieser Fernsehbearbeitung wurden im Haus zur steinernen Glocke ausgestellt …“ Der Film wurde im Jahr 1965 im deutschen Fernsehen ausgestrahlt, bearbeitet von Walter Krüttner.
1966 fand im damaligen „Haus der tschechoslowakischen Kinder“ auf der Prager Burg eine Aufführung der Oper mit neuer Instrumentierung von Hanuš Krupka nach Krásas Klavierauszug und dem Autograph der in Theresienstadt von der Klavierpädagogin Eliška Kleinová (1912–1999), die mit Krása eine kurze Zweckehe führte, niedergeschriebenen Partitur statt.
Die Aufarbeitung der Kinderoper in Deutschland begann Ende der 1970er Jahre, als die Benediktinerschwester Veronika Grüters auf der Suche nach der Geschichte ihrer Familie zufällig auf den Stoff der Oper stieß. Sie rekonstruierte eine Fassung des Brundibár anhand eines Klavierauszugs in tschechischer und hebräischer Sprache und konnte so 1985 am St.-Ursula-Gymnasium Freiburg im Breisgau die erste Brundibár-Aufführung in Deutschland verwirklichen.
1992 wurde die Oper erstmals auf professioneller Ebene an der Bielefelder Oper inszeniert, eine Entdeckung des damaligen Dramaturgen Frank Harders-Wuthenow, der zusammen mit Matthias Harre die Oper ins Deutsche übersetzte. Diese Übersetzung wurde die vom Musikverlag Boosey & Hawkes, Bote & Bock, Berlin autorisierte Fassung.
1994 wurde die Oper im Görlitzer Musiktheater aufgeführt. Das Landesjugendorchester Sachsen (D), der Kinderchor Severáček Liberec (CZ), der Knabenchor Jelenia Góra (PL) und Schüler des Augustum-Annen-Gymnasiums Görlitz erarbeiteten das Werk unter der musikalischen Leitung von Reinhard Seehafer. Im Anschluss an diese Aufführungen fand die französische Erstaufführung der Kinderoper im Amphitheater „Jean Cocteau“ statt. Der Regisseur war Klaus Arauner, heute Generalintendant im Theater Görlitz.
Mitte der 1990er Jahre nahm sich die Organisation „Jeunesses Musicales“ unter der Leitung des damaligen Generalsekretärs Thomas Rietschel, Initiator des Projektes, der Oper an und initiierte in Kooperation mit anderen Institutionen Pilotprojekte, in denen Arbeitshilfen für die Aufführung der Oper erstellt wurden. Höhepunkt dieses Projektes waren gemeinsame Aufführungen durch den Tölzer Knabenchor, die Polnischen Nachtigallen und den Prager Kinderchor, die hintereinander in Berlin, Warschau und Prag die Oper in der jeweiligen Landessprache aufführten.
1995 wurde die Kinderoper als Teil eines Schul- und Erinnerungsprojektes mit den überlebenden Zeitzeugen Eva Herrmannová (sie sang im Chor der Kinderoper in Theresienstadt) und Herbert Thomas Mandl mit dem Kinderchor des Gymnasiums Tanzenberg von ARBOS – Gesellschaft für Musik und Theater in der Kärntner Landeshauptstadt Klagenfurt zum ersten Mal in Österreich in der Inszenierung von Herbert Gantschacher und Dramaturgie des bosnischen Dichters Dževad Karahasan gespielt. Die Inszenierung ging danach auf Tournee nach Hallein (Österreich), Erfurt (Deutschland), Prag und Pilsen (Tschechische Republik).
1996 wurde die Oper durch eine Produktion des Konservatoriums Schwerin in der Landeshauptstadt Schwerin mehrmals erfolgreich aufgeführt. Später gelangte die Inszenierung nach Odense, und im Februar 1997 wurde die spektakuläre Inszenierung in Israel im Kibbuz Megiddo aufgeführt. Bei den Aufführungen waren viele Zeitzeugen wie Zvi Cohen und Ruth Elias anwesend. Die Filmemacherin Heike Mundzeck porträtierte die Reise für das ZDF. Der Direktor des Konservatoriums Volker Ahmels arbeitete für das Projekt mit an der „Brundibár-Mappe“, die durch Jeunesses Musicales Deutschland produziert und für viele Schulen und Bildungsträger zur Verfügung gestellt wurde.
1996 entstand das Hörfunkfeature Brundibár und die Kinder von Theresienstadt von Hannelore Brenner-Wonschick mit Aussagen der Zeitzeugen, das zusammen mit der Brundibár-Produktion des collegium iuvenum auf CD veröffentlicht wurde.
Am 26. Januar 1998 wurde Brundibár vom „Brundibár Orchester“ und dem Kinderchor der Städtischen Musikschule Hamm unter der Leitung von Werner Granz im Haus der Geschichte in Bonn aufgeführt. Orchester und Kinderchor wurden eigens für dieses Projekt ins Leben gerufen. Anlass war das sechzigjährige Gedenken der Novemberpogrome im Jahre 1938; in diesem Jahr wurde Brundibár komponiert. Die Einstudierung erfolgte unter Beteiligung von Paul Aron Sandfort. Der dänische Trompeter Sandfort gehörte zu den jüdischen Kindern im Konzentrationslager Theresienstadt. Er war in Dänemark an der Aufführung der Kinderoper beteiligt und stellte aus den Kompositionen Krásas eine Ouvertüre zusammen. Die Aufführung erregte bundesweit Aufmerksamkeit.
Im Jahre 2005 wurde Brundibár vom Leipziger Gewandhauskinderchor aufgeführt. 2010 brachte dieser das Werk auch in Israel zu Gehör. Bei den Aufführungen von 2009 im Gewandhaus Leipzig und im Jüdischen Museum Berlin waren deutsche und israelische Kinder beteiligt. Kooperationspartner war der 2007 in Berlin gegründete Verein Room 28 e. V.: Die Überlebenden von Zimmer 28 im Mädchenheim von Theresienstadt wirkten als Zeitzeuginnen mit; eine Ausstellung über The Girls of Room 28 wurde in Israel gezeigt.
2007 führte der Chor des Hamburger Gymnasium Christianeum unter der Leitung von Dietmar Schünicke die Kinderoper erstmals wieder auf dem Gelände des ehemaligen Ghetto Theresienstadt auf. Die Rollen der Pepíček und Aninka waren besetzt von Til Lindner und Isabel Cramer, die Rolle des Brundibár von Albert Tschechne. Die Inszenierung wurde später von der Hörcompany in der Hamburger Hauptkirche St. Trinitatis aufgenommen und unter anderem in Teilen während einer Lesung von Eva Erbens Buch Mich hat man vergessen unter Moderation von Günther Jauch aufgeführt.
Der Autor Ernst Heimes schrieb für das Koblenzer Jugendtheater das Schauspiel Mirjam Ghettokind, das am 19. August 2011 auf dem Fort Konstantin in Koblenz uraufgeführt wurde. Das Stück greift Leben und Schicksal der an den Brundibár-Aufführungen in Theresienstadt beteiligten Kinder und Jugendlichen auf und schließt neben Proben zu der Oper auch eine komplette Aufführung derselben mit ein.
Die Kinderoper wird auch an Schulen und Theatern aufgeführt – teils als Klavierfassung, seltener in der vollständigen Theresienstädter Orchesterfassung. Dabei wurde die Oper, wegen ihrer Spieldauer von nur etwa 35 Minuten, hin und wieder mit Zeitzeugengesprächen oder dem Theaterstück über Die Mädchen von Zimmer 28 umrahmt. Die Ausstellung Die Mädchen von Zimmer 28 begleitete Musikaufführungen als Rahmenprogramm.

## Rezeption

### Bilderbuch
2002 wurde Brundibár von Maurice Sendak (Bilder) und Tony Kushner (Text) als Kinderbuch adaptiert.
Die Bezüge zum historischen Kontext der Aufführungsgeschichte der Kinderoper wurden erhalten. Handlungsort ist eine polnische Kleinstadt, die Erwachsenen tragen Judensterne und Brundibár eine Uniform.
Allerdings: Hans Krása und Adolf Hoffmeister haben diese Oper 1938 in Prag komponiert und dabei nicht an ein KZ gedacht, auch nicht an eine polnische Kleinstadt bzw. an ein Schtetl, wie das Kinderbuch suggeriert, sondern an ganz einfache Kinder irgendwo in einer Stadt auf dem Marktplatz, wo die Handlung der Oper angesiedelt ist. Ihnen Judensterne anzuhängen und Brundibár in eine Uniform zu stecken heißt, das Werk weder aus dem Geiste ihrer Schöpfer, noch die Aufführungsgeschichte zu verstehen. Die Kinder, die im Ghetto Theresienstadt Brundibár aufführten, mussten keine Judensterne tragen, und es war dies für sie ein ganz spezieller Moment der Freiheit.

### Aufnahmen
- ARBOS – Gesellschaft für Musik und Theater, Chor des Gymnasiums Tanzenberg Brundibár Aufnahme der Österreichischen Erstaufführung durch den Österreichischen Rundfunk ORF für das Radioprogramm Österreich 1(Ö1) 1995.[26]
- Collegium Iuvenum Stuttgart, Mädchenkantorei St. Eberhard.[19]
- Chor und Orchester des Gymnasiums Christianeum in Hamburg, 2007: Brundibár: Oper für Kinder. ISBN 978-3-939375-34-0.
- Brundibár. Wiederveröffentlichung der deutschen Ersteinspielung. Chor und Instrumentalisten des St. Ursula-Gymnasium Freiburg. Ltg.: Sr Maria Veronika Grüters. Christophorus CHR 77318.

### Dokumentarfilme
- 1965, Walter Krüttner: Der vorletzte Akt. Im Mittelpunkt eine Aufführung der Oper Brundibár durch den Prager Kinderchor „Troja“.
- 1995, Koschka Hetzer: Eva Herrmannová und die Kinderoper Brundibár Feature des ORF zur Österreichischen Erstaufführung der Oper am 8. Mai 1995 durch ARBOS – Gesellschaft für Musik und Theater in Klagenfurt.[27]
- 2014, Douglas Wolfsperger: Wiedersehen mit Brundibar:[28] Im Jahr 2014 wurde eine Inszenierung der Jugendtheatergruppe Die Zwiefachen an der Berliner Schaubühne aufgeführt, bei der die Protagonisten zwischen den Szenen die Lebenssituation der damaligen Kinder-Darsteller reflektieren. Die Vorbereitung und ein Besuch mit der Überlebenden Greta Klingsberg aus der Originalbesetzung im KZ Theresienstadt wird hier dokumentiert.[29][30][31][32]